# The Cult
The Cult is een rockband die in 1984 ontstond in Noord-Engeland. Belangrijke inspirator van de band was Ian Astbury, die een paar jaar daarvoor The Southern Death Cult had helpen vormen.

## Ontstaan
Hoewel de groep redelijk succesvol begon, besloot Astbury de band te verlaten en startte samen met de van Theatre of Hate afkomstige gitarist Billy Duffy Death Cult. Omdat zij meenden dat het woord "Death" hen te veel zou associëren met Gothic gingen ze in 1984 verder als The Cult. Toen begon ook hun succesvolle periode.
De pittige muziek en de liedteksten van Astbury waaruit zijn bewondering voor de Amerikaanse indianen sprak (in zijn jeugd verbleef hij enige tijd in Canada), zorgden voor een unieke combinatie waarmee The Cult Engeland als rockland weer op de kaart zette. Gedurende de rest van de jaren 80 bleef de groep dan ook uiterst populair, hoewel de samenstelling van de groep zeer regelmatig wijzigde. Twee mijlpalen waren hun albums Love (1985) en Sonic Temple (1989).
De singles Edie en She Sells Sanctuary (beiden uit de jaren tachtig) staan nog jaarlijks in diverse eindejaars-hitlijsten. In de 2013-editie van de Top 2000 kwam laatstgenoemde op nummer 293 terecht.
Nadat The Cult aan het begin van de jaren '90 haar carrière enige tijd onderbroken had lukte het niet om de oude populariteit te herkrijgen. In 1992 haalde de groep nog wel de woede van Pinkpop-organisator Jan Smeets op de hals door op de Pinkpop-maandag tot na middernacht door te spelen. Dit was totaal tegen de gemaakte afspraken in. In 1995 besloten de groepsleden The Cult op te heffen. Dit bleek echter niet definitief: in 2001 brachten Astbury/Duffy samen met bassist Billy Morrison en ex-Guns 'n' Roses drummer Matt Sorum als The Cult een nieuw album uit, Beyond Good and Evil. Hoewel artistieke waardering niet uitbleef, werd de wedergeboorte commercieel geen succes.
De individuele leden laten nog wel van zich horen. Ian Astbury was zanger van The Doors of the 21st Century waarin hij samen met enkele overgebleven Doors-leden van 2002 tot 2007 een wereld-tour gemaakt heeft. Aan het eind van deze tour heeft The Cult in 2006 ook enkele optredens gedaan. Medio 2006 kwam John Tempesta de band versterken als drummer en drumtechnicus.
In januari 2007 maakte Ian Astbury bekend dat hij uit The Doors of the 21st Century stapt om The Cult weer nieuw leven in te blazen. Niet lang hierna werd ook bekend dat er een nieuw Cult album zou komen. Op 2 oktober 2007 werd Born Into This uitgebracht.
Op 22 mei 2012 is het nieuwe album Choice of Weapon verschenen.
In 2022 werd het album Under The Midnight Sun uitgebracht

## Discografie

### Albums
| Album met eventuele hitnotering(en) in de Nederlandse Album Top 100 | Datum van verschijnen | Datum van binnenkomst | Hoogste positie | Aantal weken | Opmerkingen              |
| ------------------------------------------------------------------- | --------------------- | --------------------- | --------------- | ------------ | ------------------------ |
| Love                                                                | 18-10-1985            | 30-11-1985            | 21              | 28           |                          |
| Live at the Lyceum                                                  | 1986                  | 28-06-1986            | 52              | 1            | Livealbum                |
| Electric                                                            | 04-1987               | 18-04-1987            | 23              | 11           |                          |
| Sonic Temple                                                        | 10-04-1989            | 22-04-1989            | 21              | 10           |                          |
| Ceremony                                                            | 09-1991               | 05-10-1991            | 32              | 6            |                          |
| Pure Cult - For Rockers, Ravers, Lovers and Sinners                 | 09-02-1993            | 13-02-1993            | 18              | 14           | als Cult / Verzamelalbum |
| The Cult                                                            | 12-10-1994            | 22-10-1994            | 50              | 5            |                          |
| Born into This                                                      | 01-10-2007            | 06-10-2007            | 71              | 2            |                          |
| Choice of Weapon                                                    | 22-05-2012            | 26-05-2012            | 32              | 2            |                          |
| Hidden City                                                         | 05-02-2016            | 13-02-2016            | 36              | 1            |                          |

| Album met hitnotering(en) in de Vlaamse Ultratop 200 albums | Datum van verschijnen | Datum van binnenkomst | Hoogste positie | Aantal weken | Opmerkingen |
| ----------------------------------------------------------- | --------------------- | --------------------- | --------------- | ------------ | ----------- |
| Choice of Weapon                                            | 2012                  | 02-06-2012            | 87              | 2            |             |
| Hidden City                                                 | 05-02-2016            | 13-02-2016            | 83              | 5            |             |
| Under the Midnight Sun                                      | 07-10-2022            | 22-10-2022            | 144             | 1            |             |

### Singles
| Single met eventuele hitnotering(en) in de Nederlandse Top 40 | Datum van verschijnen | Datum van binnenkomst | Hoogste positie | Aantal weken | Opmerkingen                              |
| ------------------------------------------------------------- | --------------------- | --------------------- | --------------- | ------------ | ---------------------------------------- |
| She Sells Sanctuary                                           | 1986                  | 01-03-1986            | tip11           | -            | Nr. 35 in de Nationale Hitparade         |
| Love Removal Machine                                          | 1987                  | 21-03-1987            | 32              | 3            | Nr. 24 in de Nationale Hitparade Top 100 |
| Lil' Devil                                                    | 1987                  | -                     |                 |              | Nr. 90 in de Nationale Hitparade Top 100 |
| Fire Woman                                                    | 1989                  | -                     |                 |              | Nr. 81 in de Nationale Hitparade Top 100 |
| Edie (Ciao Baby)                                              | 1989                  | 29-07-1989            | tip5            | -            | Nr. 40 in de Nationale Hitparade Top 100 |

### NPO Radio 2 Top 2000
| Nummer met noteringen in de NPO Radio 2 Top 2000 | '09  | '10 | '11 | '12 | '13 | '14 | '15 | '16 | '17 | '18 | '19 | '20 | '21 | '22 | '23 | '24 |
| ------------------------------------------------ | ---- | --- | --- | --- | --- | --- | --- | --- | --- | --- | --- | --- | --- | --- | --- | --- |
| She Sells Sanctuary                              | 1914 | -   | 526 | 332 | 293 | 260 | 257 | 246 | 231 | 331 | 253 | 248 | 241 | 253 | 210 | 221 |

1. ↑  Een '-' betekent dat het nummer niet was genoteerd en een vetgedrukt getal geeft de hoogste notering aan.
2. ↑  2009 was het eerste jaar met een notering voor dit nummer.